# Andrzej Dawidziuk
Andrzej Dawidziuk (ur. 30 maja 1969 w Mrągowie) – polski trener piłkarski, specjalizuje się w szkoleniu bramkarzy. Jego podopiecznymi byli: Łukasz Fabiański, Jakub Szmatuła czy Radosław Cierzniak. Od 3 czerwca 2011 roku pełnił funkcję dyrektora sportowego w Lechu Poznań. Obecnie jest trenerem bramkarzy.

## Kariera piłkarska
Jako piłkarz grał w takich drużynach jak Ekotan Zalewo, Stomil Olsztyn, Legia Warszawa i Łada Biłgoraj. W pierwszym meczu w barwach Łady doznał poważnego złamania nogi i zakończył karierę zawodniczą.

## Kariera trenerska
Większe sukcesy Andrzej Dawidziuk święcił jako trener. Pierwsze kroki stawiał jeszcze jako zawodnik Łady, szkolił wówczas młodzież w tym klubie. W Ekotanie Zalewo był grającym trenerem. Po zakończeniu kariery Dawidziuk przez jedną rundę szkolił juniorów Łady Biłgoraj, a w 1996 roku przeniósł się do MSP Szamotuły, gdzie pracuje do dziś.
W 2000 roku Andrzej Dawidziuk podjął współpracę z trenerem Michałem Globiszem przy reprezentacji U-16. Przez kolejne lata pomagał temu szkoleniowcowi przy reprezentacjach różnych roczników. W swej karierze Dawidziuk pracował też z Dariuszem Dziekanowskim (reprezentacja juniorów) i Władysławem Żmudą (reprezentacja młodzieżowa). Od lipca 2006 do września 2009 współpracował z Leo Beenhakkerem przy pierwszej reprezentacji Polski. 25 września 2009 roku został mianowany, w duecie z Radosławem Mroczkowskim, trenerem reprezentacji Polski do lat 23. Jest także trenerem koordynatorem ds. szkolenia bramkarzy w PZPN. 3 czerwca 2011 został dyrektorem sportowym KKS Lech Poznań.